# Estadio José Nasazzi
Estadio José Nasazzi – wielofunkcyjny stadion znajdujący się w Montevideo w Urugwaju. Głównie stadion wykorzystywany jest do rozgrywania meczów piłkarskich, gospodarzem jest klub CA Bella Vista. W 1931 r. zmieniono nazwę stadionu z Parque Olivos na obecną która nosi imię Joségo Nasazzi, byłego gracza Bella Vista, kapitana drużyny Urugwaju oraz mistrza świata z 1930 roku.
Niedaleko tego stadionu znajdując się dwa inne: Estadio Saroldi (należący do River Plate) oraz Estadio Parque Alfredo Víctor Viera (należący do Montevideo Wanderers)